# NGC 1406
NGC 1406 je galaksija u zviježđu Kemijska peć.

## Vanjske poveznice
- SEDS: NGC 1406